# HMS Melpomene (1794)
Pour les autres navires du même nom, voir HMS Melpomene et Melpomène (navire).
La HMS Melpomene est une frégate de cinquième rang en service dans la Royal Navy de 1794 à 1815. Construite pour la Marine française en 1789, elle est capturée à Calvi par les Anglais en 1794. Intégrée dans la marine, elle y reste plus de vingt ans en service, capturant de nombreux navires français.

## Histoire

### Marine française
La frégate La Melpomène est conçue par Joseph-Marie-Blaise Coulomb, tout comme ses consœurs de la classe Minerve et construite par l'ingénieur constructeur naval François Hippolyte Brun de Saint-Hippolyte[source insuffisante]. La construction commence à Toulon en 1788 ; le navire est lancé le 6 août 1789 et armé en avril 1792. Le 10 août 1794, La Melpomène se trouve dans le port de Calvi en compagnie de La Mignonne lorsque celui-ci est pris par les Anglais. La frégate est alors saisie et ramenée en Angleterre.

### Royal Navy
Renommée HMS Melpomene, la frégate est rééquipée à Chatham Dockyard du 15 décembre 1794 au 1er juin 1795. Commence alors une carrière de chasseur de corsaire couronnée de succès, avec la capture des lettres de marque Revanche, Espiègle, Triton, Aventurier et Tigre entre 1797 et 1798. Le navire passe l'année 1799 dans la Manche, alternant blocus et patrouille. 
Mi 1799, la Melpomene prend part à une expédition en Hollande avec le troisième rang HMS Ardent et le deuxième rang HMS Temeraire. Une partie des hommes de l'Ardent ayant débarqué sur l'île de Romsø est surprise par une attaque nocturne des Danois ; la plupart des Britanniques sont capturés, et la Melpomene est envoyée sous un pavillon de trêve pour négocier leur libération. Au retour de cette mission, elle se retrouve en panne faute de vent ; une flottille de trente canonnières danoises se lance alors dans une attaque, profitant de l'incapacité de la Melpomene à se placer en position de tir. La frégate demande alors de l'aide au Temeraire qui dépêche immédiatement des bateaux à son secours. Ils engagent et repoussent les navires danois, aidant ensuite la Melpomene, fortement endommagée, à se mettre à l'abri ; cinq morts et vingt-neuf blessés sont à déplorer.
Le 13 février 1800, la frégate part de Portsmouth avec les HMS Magnanime (en) et Snake, escortant un convoi marchand en direction des Indes. Au passage, ils capturent l'île de Gorée, après que le départ des frégates françaises gardant l'île a été signalé. De juillet à août 1804, la Melpomene participe au bombardement du Havre. Le 23 mai 1809, la frégate est endommagée par des canonnières danoises au large de la Grand Belt. De 1811 à 1812, elle escorte de nombreux convois entre Plymouth et Lisbonne. En 1813, elle transporte des troupes du régiment de Meuron vers le Québec, et y reste jusqu'en 1814. Après un retour en Angleterre, le navire repart pour l'Amérique du Nord. En 1815 la Melpomene fait son dernier voyage, et arrive à Falmouth le 7 juillet 1815. Elle est revendue pour démolition le 14 décembre 1815.